# 巴爾加赫

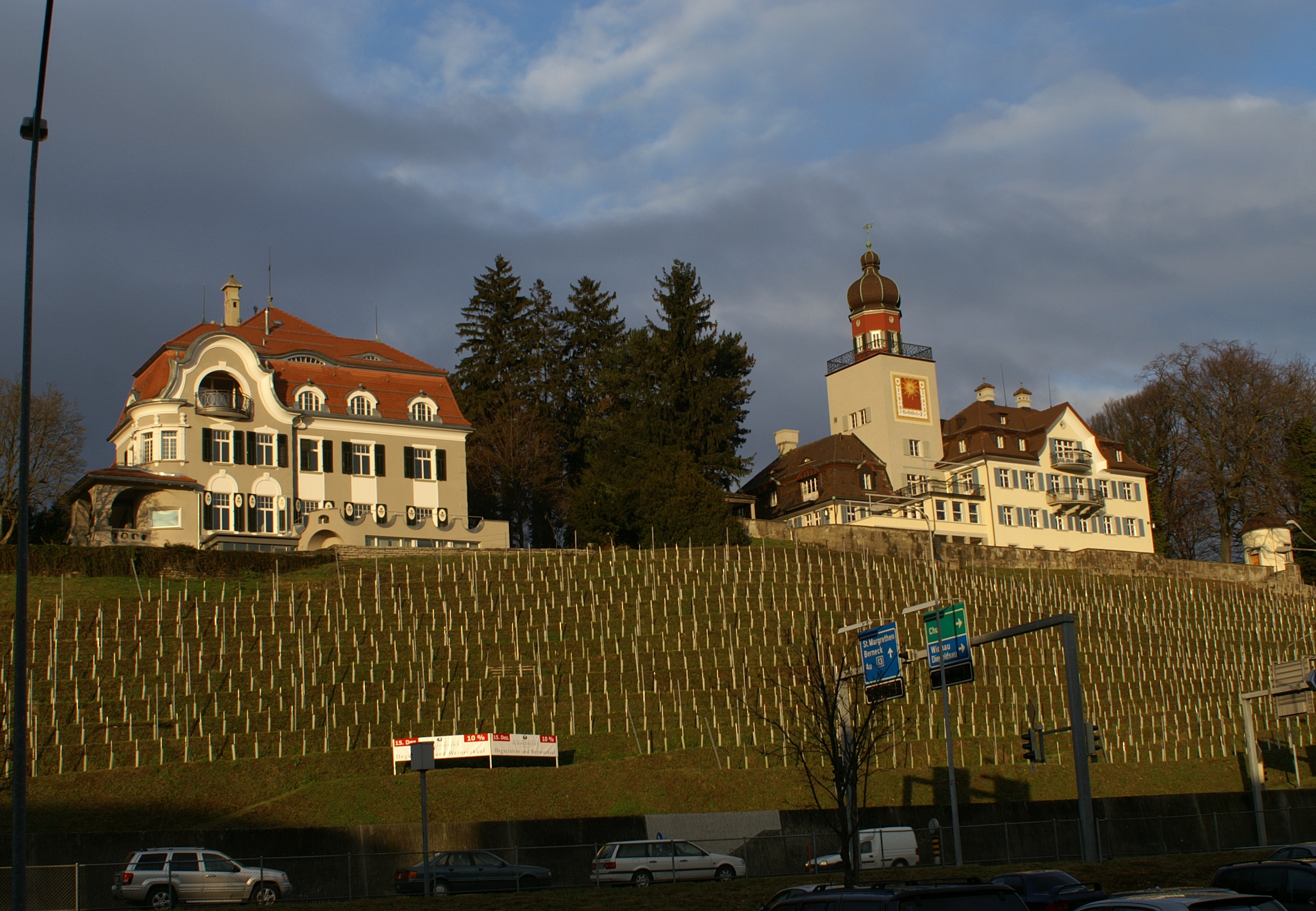

巴爾加赫是瑞士的城鎮，位於該國東北部，由聖加侖州負責管轄，面積6.5平方公里，海拔高度404米，2011年人口4,491，一半人口信奉羅馬天主教，人口密度每平方公里691人。

## 外部連結
- Balgach Online （页面存档备份，存于） Official website （德文）